# 隆安寺
隆安寺是位于北京市东城区白桥南里1号的汉传佛教寺院。

## 历史
隆安寺始建于明朝景泰五年（1454年）。明朝天顺年间已成为废寺，废弃时间不详。明朝万历三十七年（1609年），四川僧人释翠林来到隆安寺主持。释翠林初到隆安寺时，见殿宇损毁严重，乃募化重修佛殿后堂3楹，使得该寺香火转趋旺盛。当时北京各佛教寺院中，以隆安寺僧规最为严格。每年元旦，该寺内设果饵享佛，果饵达千盘，每盘果饵用金一两，共用千金，故有“千盘会”之称。据说，每年千盘会举行时，便在隆安寺内的戏台唱戏敬佛。
清朝康熙四十七年（1708年），隆安寺重修，形成了现存隆安寺的主要建筑。清朝道光、咸丰年间，该寺香火中断。最后，该寺沦为制造佛香的作坊，周边变为“丛葬之地”。但隆安寺建筑保存较好。
1952年，该寺辟为隆安寺小学，后来更名为白桥南里小学，最后改为东花市少年之家。1983年，对隆安寺后部的三层殿宇进行了修缮，寺址东侧部分被崇文区青少年科技馆（崇文区同东城区合并后，更名为“北京市东城区崇文青少年科技馆”）占用。该寺现存文物有石碑四通，其中最古的是明朝景泰五年碑，记述了隆安寺创建的经过，其余几通石碑均为历代重修的碑记。天王殿后院有两株500余年历史的古柏，和两株楸树。寺门口有两棵高大的海棠树。该寺为北京市文物保护单位。 

## 建筑
隆安寺坐北朝南，占地约1万平方米，东西宽60多米，南北长160多米。该寺建筑自南向北依次为：
- 山门：歇山顶，砖石仿木结构，门上石额曰“敕建隆安禅寺”。
- 天王殿
  - 钟楼、鼓楼：位于天王殿前左右两侧。
- 前殿
  - 东、西配殿
- 戏台：正殿前有一座戏台，坐南朝北，以勾连搭式与前殿连接，台口有两根柱子，戏台三面敞开。
- 大雄宝殿（正殿）：面阔三间，绿琉璃瓦硬山顶。
  - 东、西配殿
- 后殿（净土社）
  - 东、西配殿
- 后阁：后殿之后有一阁，是明朝崇祯元年僧人释大为所立。现已无存。